# Opátka
Opátka és un poble i municipi d'Eslovàquia. Es troba a la regió de Košice, a l'est del país. La primera referència escrita de la vila data del 1324.

## Demografia
| Godina             | 1994 | 2004   | 2014   | 2024    |
| ------------------ | ---- | ------ | ------ | ------- |
| Nombre de persones | 91   | 83     | 90     | 110     |
| Diferència         |      | −8,79% | +8,43% | +22,22% |

| Godina             | 2023 | 2024   |
| ------------------ | ---- | ------ |
| Nombre de persones | 110  | 110    |
| Diferència         |      | −1,42% |